# Andromimetofília
La andromimetofilia (del grec ἀνδρός, home; μιμητικός, imitable; φιλία, atracció) consisteix en l'atracció sexual cap a les dones que es vesteixen o es comporten com a homes, cap als homes transsexuals en transició, o cap als transsexuals que han completat la transició. És la contrapart de la ginemimetofilia.